# Éleskő vára (Horvátország)
Éleskő vára más néven Beresztóc vára, (horvátul: Dolački grad, Oštri Kamen, Brestovac, Turski grad) egy várrom Horvátországban, a Pozsega-Szlavónia megyei Dolac település határában.

## Fekvése
Dolac falutól 6 km-re délre, a Pozsegai-hegység közepén, egy érdekes alakú, észak-dél irányú hegygerinc déli végében helyezkedik el.

## Története
A várat 1436-tól említik, ekkor a Bresztolci (Szentmártoni) családé volt. 1525-ben II. Lajos magyar király Dessewffy Ferencet erősítette meg a birtokában. Egy későbbi okiratban „castrum Brewsthowcz, alio nomine Eleskew” alakban szerepel, mely azt látszik igazolni, hogy a történeti forrásokban említett Beresztóc vára Éleskővel azonos. A 16. században az uradalom birtokosai közül még Tahy Istvánt és radvánczi Velikay István ismerjük, akinek nemesi kúriája is volt a településen. A török 1532-ben szállta meg a várat és a települést, mely a Pozsegai szandzsák része lett. A 17. század végén szabadult fel a török uralom alól. Ezután már nem volt jelentősége, az is lehet, hogy időközben súlyosan megrongálódott, mert a század végén az uradalom székhelyét a faluban épített kúriába helyezték át. A beresztóci uradalmat 1702-ben Lipót király de Serena Amata grófnak adományozta, aki 1732-ben Trenk Iván bárónak adta el. 

## A vár mai állapota
A vár egy észak-dél irányú hegygerinc déli végében helyezkedik el. A vár a déli magasabb környezettől mélyebben fekszik, ezért ebből az irányból mintegy 6 méter magas sánccal és árokkal tették védhetőbbé. Az árok északi oldalán mintegy 8 méter magas sziklatömbre épült a vár, melynek területe nagyon kicsi. A déli oldal védelmét a déli fal kialakítása és az alatta kiképzett falszoros is erősítette. A védelmét nyugati és keleti oldalról a hegynyereg meredeksége biztosítja, míg északról a terepviszonyok miatt gyakorlatilag támadhatatlan volt. A vár nyugati falában ma is jól látható egy nagyméretű ablaknyílás. A várudvart egy sáncformában fennmaradt fal zárja körbe. Ettől északra, kissé lejjebb egy kisebb plató található, mely egy penge-szerűen elkeskenyedő gerincben folytatódik. Ennek a végében egykor őrtorony állhatott, melyből a Nova Gradiskáról Pozsegára vezető utat lehetett szemmel tartani.